# اتجه‌لر (جلیل‌آباد)
اتجه‌لر (به ترکی آذربایجانی: Ətcələr) یک منطقه مسکونی در جمهوری آذربایجان است که در شهرستان جلیل‌آباد واقع شده‌است. اتجه‌لر ۲۸۳ نفر جمعیت دارد.

## جمعیت
طبق سرشماری سال ۲۰۰۹، این روستا ۲۸۳ نفر جمعیت دارد.